# Dubai Open
Het Dubai Open is een golftoernooi in de Verenigde Arabische Emiraten, dat deel uitmaakt van de Aziatische PGA Tour. Het werd opgericht in 2014 en vindt sindsdien plaats op de Els Club Dubai in Dubai. 
Het wordt gespeeld in vier ronden (72-holes) en na de tweede ronde wordt de cut toegepast.

## Winnaars
| Jaar | Winnaar     | Score | Score | Info  |
| ---- | ----------- | ----- | ----- | ----- |
| 2014 | Arjun Atwal | 272   | –16   | [ 1 ] |

| Toernooirecord |  | po = winnaar na play-off |